# Serie B 2010-2011 (calcio femminile)
L'edizione 2010-2011 è stata la quarantaduesima edizione del campionato di Serie B femminile italiana di calcio.

## Stagione
Vi hanno partecipato 32 squadre divise in tre gironi.
Il regolamento, solo per questa stagione, prevede che le prime quattro classificate di ogni girone più due squadre vincenti il play-off tra le quinte e le seste classificate dei gironi A e B vengano promosse in Serie A2. L'ultima classificata di ogni girone viene relegata al rispettivo campionato regionale di Serie C.
Prima dell'inizio del campionato la Pol.D. Julia Spello (sia femminile che maschile) ha chiesto il distacco della sezione calcio femminile, che ha acquisito numero di matricola FIGC 932365 con denominazione A.S.D. Hispellum C.F., che ha conservato la categoria di merito (Serie B femminile) acquisita dalla Julia Spello.

## Girone A

### Squadre partecipanti
| Club                               | Città                 | Stagione 2009-2010            |
| ---------------------------------- | --------------------- | ----------------------------- |
| A.S.D. S.S.V. Brixen OBI           | Bressanone            | 6º posto in Serie B/B         |
| G.S. C.F. Caprera                  | La Maddalena          | ? in Serie C regionale        |
| A.S.D. Gordige Calcio Ragazze      | Cavarzere             | 2º posto in Serie B/B         |
| A.S.D.F. Inter Milano              | Milano                | 5º posto in Serie B/A         |
| Pol. Le Maddalene                  | Rumo                  | ? in Serie C regionale        |
| A.S.D. Real Meda C.F.              | Meda                  | 1º posto in Serie C Lombardia |
| A.C. Femminile Mestre 1999         | Mestre                | 6º posto in Serie B/B         |
| A.S.D. Orobica C.F. Urgnano PlayTV | Urgnano               | 2º posto in Serie C Lombardia |
| A.S.D. Valpo Pedemonte C.F.        | San Pietro in Cariano | 8º posto in Serie B/A         |
| U.S.C.F. Vittorio Veneto           | Vittorio Veneto       | 1º posto in Serie C Veneto    |
| A.S.D. Union Villanova             | Falzè di Piave        | in Serie C Veneto             |
| A.S.D. Ženský Padova Femminile     | Padova                | 5º posto in Serie B/B         |

### Classifica finale
|  | Pos. | Squadra              | Pt | G  | V  | N | P  | GF | GS  | DR  |
|  | ---- | -------------------- | -- | -- | -- | - | -- | -- | --- | --- |
|  | 1.   | Gordige              | 49 | 22 | 16 | 1 | 5  | 69 | 22  | +47 |
|  | 2.   | Inter Milano         | 46 | 22 | 14 | 4 | 4  | 55 | 15  | +40 |
|  | 3.   | Real Meda            | 41 | 22 | 13 | 2 | 7  | 56 | 34  | +22 |
|  | 4.   | Orobica Urgnano      | 41 | 22 | 13 | 2 | 7  | 47 | 30  | +17 |
|  | 5.   | Vittorio Veneto      | 33 | 22 | 9  | 6 | 7  | 42 | 33  | +9  |
|  | 6.   | Mestre 1999          | 33 | 22 | 10 | 3 | 9  | 40 | 41  | -1  |
|  | 7.   | Valpo Pedemonte (-1) | 33 | 22 | 10 | 4 | 8  | 36 | 31  | +5  |
|  | 8.   | Ženský-Padova        | 30 | 22 | 9  | 3 | 10 | 50 | 43  | +7  |
|  | 9.   | Brixen OBI           | 28 | 22 | 7  | 7 | 8  | 28 | 27  | +1  |
|  | 10.  | Union Villanova      | 26 | 22 | 7  | 5 | 10 | 39 | 46  | -7  |
|  | 11.  | Caprera              | 11 | 22 | 2  | 5 | 15 | 20 | 77  | -57 |
|  | 12.  | Le Maddalene         | 3  | 22 | 1  | 0 | 21 | 20 | 103 | -83 |

Legenda:
      Promossa in Serie A2
 Qualificata ai play-off
      Retrocessa in Serie C
Note:
Il Valpo Pedemonte ha scontato un punto di penalizzazione.

### Spareggio per l'ammissione ai play-off
Mestre e Valpo Pedemonte hanno disputato uno spareggio per l'ammissione ai play-off perché avevano peggiori scontri diretti nei confronti del Vittorio Veneto.
|             | Risultati |                 | Luogo e data                        |
| ----------- | --------- | --------------- | ----------------------------------- |
| Mestre 1999 | 4 - 2     | Valpo Pedemonte | Grisignano di Zocco, 15 maggio 2011 |
|             |           |                 |                                     |

### Play-off promozione
|                 | Risultati |                 | Luogo e data                      |
| --------------- | --------- | --------------- | --------------------------------- |
| Mestre 1999     | 1 - 3     | Vittorio Veneto | San Donà di Piave, 18 maggio 2011 |
| Vittorio Veneto | 4 - 3     | Mestre 1999     | Vittorio Veneto, 22 maggio 2011   |
|                 |           |                 |                                   |

### Verdetti finali
- Gordige, Inter Milano, Real Meda, Orobica Urgnano PlayTV e Vittorio Veneto promosse in Serie A2.
- Le Maddalene retrocessa nel rispettivo campionato regionale di Serie C.

## Girone B

### Squadre partecipanti
| Club                          | Città                  | Stagione 2009-2010                 |
| ----------------------------- | ---------------------- | ---------------------------------- |
| A.C.F. Arezzo A.S.D.          | Arezzo                 | in Serie C Toscana                 |
| C.F. Bogliasco Pieve          | Bogliasco              | 5º posto in Serie B/A              |
| A.S.D. Castelvecchio          | Savignano sul Rubicone | 3º posto in Serie B/C              |
| A.S.D. Hispellum C.F.         | Spello                 | 4º posto in Serie B/C              |
| ANSPI Marsciano C.F.          | Marsciano              | 11º posto in Serie B/C             |
| A.C. Olimpia Forlì Dilettanti | Forlì                  | 1º posto in Serie C Emilia-Romagna |
| A.S.D. Olimpia Vignola Calcio | Vignola                | 2º posto in Serie C Emilia-Romagna |
| A.S.D. Packcenter Imola C.F.  | Imola                  | 2º posto in Serie B/C              |
| U.S.D. San Zaccaria           | Ravenna                | 6º posto in Serie B/C              |
| G.S.F. Spezia                 | La Spezia              | in Serie C Toscana                 |
| A.S.D. Villacidro Villgomme   | Villacidro             | 7º posto in Serie B/A              |

### Classifica finale
|  | Pos. | Squadra              | Pt | G  | V  | N | P  | GF | GS | DR  |
|  | ---- | -------------------- | -- | -- | -- | - | -- | -- | -- | --- |
|  | 1.   | San Zaccaria         | 42 | 20 | 12 | 6 | 2  | 48 | 15 | +33 |
|  | 2.   | Packcenter Imola     | 41 | 20 | 12 | 5 | 3  | 54 | 31 | +23 |
|  | 3.   | Bogliasco Pieve      | 40 | 20 | 12 | 4 | 4  | 45 | 19 | +26 |
|  | 4.   | Castelvecchio        | 40 | 20 | 13 | 1 | 6  | 49 | 26 | +23 |
|  | 5.   | Villacidro Villgomme | 34 | 20 | 10 | 4 | 6  | 45 | 33 | +12 |
|  | 6.   | Hispellum            | 26 | 20 | 7  | 5 | 8  | 35 | 34 | +1  |
|  | 7.   | Olimpia Vignola      | 24 | 20 | 7  | 3 | 10 | 35 | 41 | -6  |
|  | 8.   | Olimpia Forlì        | 21 | 20 | 5  | 6 | 9  | 34 | 41 | -7  |
|  | 9.   | Spezia               | 18 | 20 | 4  | 6 | 10 | 29 | 42 | -13 |
|  | 10.  | Arezzo               | 13 | 20 | 3  | 4 | 13 | 20 | 60 | -40 |
|  | 11.  | ANSPI Marsciano      | 7  | 20 | 1  | 4 | 5  | 14 | 66 | -52 |

Legenda:
      Promossa in Serie A2
 Qualificata ai play-off
      Retrocessa in Serie C

### Play-off promozione
|                      | Risultati |                      | Luogo e data               |
| -------------------- | --------- | -------------------- | -------------------------- |
| Hispellum            | 3 - 4     | Villacidro Villgomme | Spello, 15 maggio 2011     |
| Villacidro Villgomme | 3 - 3     | Hispellum            | Villacidro, 22 maggio 2011 |
|                      |           |                      |                            |

### Verdetti finali
- San Zaccaria, Packcenter Imola, Bogliasco Pieve, Castelvecchio e Villacidro Villgomme promosse in Serie A2.
- ANSPI Marsciano retrocessa nel rispettivo campionato regionale di Serie C.

## Girone C

### Squadre partecipanti
| Club                            | Città                   | Stagione 2009-2010        |
| ------------------------------- | ----------------------- | ------------------------- |
| A.C.F.D. Aquile Palermo         | Palermo                 | in Serie C                |
| A.S.D. Camaleonte Calcio        | Gravina di Catania      | in Serie C                |
| A.C.D.F. Campobasso             | Campobasso              | 3º posto in Serie B/D     |
| A.S.D. Eurnova                  | Roma (quartiere Europa) | 7º posto in Serie B/C     |
| A.S.D. Filsport Castellana      | Castellana Grotte       | in Serie C Puglia         |
| Pol. Real Cosenza               | Cosenza                 | 7º posto in Serie B/D     |
| A.S.D. Real Marsico             | Marsico Nuovo           | 2º in Serie C Basilicata  |
| A.S.D. Res Roma                 | Roma                    | 5º posto in Serie B/C     |
| A.S.D. Salento Donne            | San Donato di Lecce     | 8º posto in Serie B/D     |
| A.S.D. Women Civitavecchia F.C. | Civitavecchia           | 1º posto in Serie C Lazio |

### Classifica finale
|  | Pos. | Squadra                  | Pt | G  | V  | N | P  | GF | GS | DR  |
|  | ---- | ------------------------ | -- | -- | -- | - | -- | -- | -- | --- |
|  | 1.   | Aquile Palermo           | 46 | 18 | 14 | 4 | 0  | 45 | 7  | +38 |
|  | 2.   | Res Roma                 | 34 | 18 | 10 | 4 | 4  | 43 | 17 | +26 |
|  | 3.   | Camaleonte Calcio        | 32 | 18 | 10 | 2 | 6  | 31 | 23 | +8  |
|  | 4.   | Eurnova                  | 30 | 18 | 8  | 6 | 4  | 41 | 26 | +15 |
|  | 5.   | Wom. Civitavecchia       | 24 | 18 | 6  | 6 | 6  | 37 | 21 | +16 |
|  | 6.   | Real Cosenza             | 21 | 18 | 6  | 3 | 9  | 25 | 29 | -4  |
|  | 7.   | Campobasso               | 19 | 18 | 5  | 4 | 9  | 24 | 36 | -12 |
|  | 8.   | Filsport Castellana (-1) | 15 | 18 | 4  | 4 | 10 | 23 | 44 | -21 |
|  | 9.   | Salento Donne            | 15 | 18 | 4  | 3 | 11 | 21 | 46 | -25 |
|  | 10.  | Real Marsico             | 14 | 18 | 4  | 2 | 12 | 21 | 62 | -41 |

Legenda:
      Promossa in Serie A2
      Retrocessa in Serie C
Note:
Il Filsport Castellana ha scontato un punto di penalizzazione.

### Verdetti finali
- Aquile Palermo, Res Roma, Camaleonte e Eurnova promosse in Serie A2.
- Real Marsico retrocessa nel rispettivo campionato regionale di Serie C.